# Municipio de Cedar (condado de Calhoun)
El municipio de Cedar (en inglés: Cedar Township) es un municipio ubicado en el condado de Calhoun en el estado estadounidense de Iowa. En el año 2010 tenía una población de 306 habitantes y una densidad poblacional de 3,27 personas por km².

## Geografía
El municipio de Cedar se encuentra ubicado en las coordenadas 42°20′41″N 94°27′34″O / 42.34472, -94.45944. Según la Oficina del Censo de los Estados Unidos, el municipio tiene una superficie total de 93.49 km², de la cual 93,47 km² corresponden a tierra firme y (0,02 %) 0,02 km² es agua.

## Demografía
Según el censo de 2010, había 306 personas residiendo en el municipio de Cedar. La densidad de población era de 3,27 hab./km². De los 306 habitantes, el municipio de Cedar estaba compuesto por el 98,04 % blancos, el 0,33 % eran amerindios, el 0,33 % eran asiáticos y el 1,31 % eran de una mezcla de razas. Del total de la población el 0,65 % eran hispanos o latinos de cualquier raza.